# Saint-Médard-en-Forez
Saint-Médard-en-Forez é uma comuna francesa na região administrativa de Auvérnia-Ródano-Alpes, no departamento de Loire. Estende-se por uma área de 10,39 km². Em 2010 a comuna tinha 1 035 habitantes (densidade: 99,6 hab./km²).